# Mehmet Ali Uysal
Mehmet Ali Uysal est un artiste plasticien turc contemporain, né en 1976 à Mersin en Turquie.

## Biographie
Architecte de formation, Mehmet Ali Uysal étudie la sculpture à l’École des Beaux Arts d’Ankara (université Hacettepe) où il obtient son PhD en 2009 après une année d’échange avec l’École nationale supérieure d'art de Bourges.
Il a enseigné à l'université technique du Moyen-Orient.
Il partage aujourd’hui sa vie entre Paris et Ankara. Il est représenté en France par la Galerie Paris-Beijing, et par la galerie Pi Artworks à Londres et à Istanbul.

## Œuvres et expositions

### Œuvres
Le travail de Mehmet Ali Uysal aborde les questions du visible et de l'invisible, du temps, des lois de la nature, et représente ainsi concrètement ces notions abstraites. 
Fortement inspiré par sa formation d'architecte, il explore les multiples façons de subvertir les lieux publics et espaces d'expositions afin de libérer l'audience de ses préconceptions.

L'artiste déclare à ce sujet : 

« L’espace, tel que nous l’appréhendons par la représentation, est une illusion. Nos yeux ne perçoivent la réalité qu’en deux dimensions afin de se le représenter. Or le monde existe en trois dimensions. Ainsi, l’espace n’est pas quelque chose que l’on peut voir : on peut seulement le sentir. »

En 2008, l'œuvre Skin, réalisée avec l'association Vent des forêts, représente une pince à linge de six mètres de haut sur une prairie du département de la Meuse.
En 2012, il initie la série Peel dans laquelle il intervient directement sur les murs de l'espace d'exposition.

Cappadox Festival, Turquie, 2017.

Peel, 2016.

### Expositions personnelles
- 2007 : Aesthetics Bridging Cultures, XVII International Congress of Aesthetics, Middle East Technical University, Ankara, Turquie
- 2008 : Ex-libris, Galerie Eigenheim, Weimar, Allemagne
- 2010 :
  - Tebdilibeden, Pi Artworks, Istanbul, Turquie
  - Suspended, Pi Artworks, Istanbul, Turquie
- 2011 :
  - Malist, Q Contemporary, Beyrouth, Lebanon
  - Mist, Etemad Gallery, Dubai, Etats Arabes Unis
- 2012 : Peel, Nesrin Esirtgen Collection, Istanbul, Turquie
- 2013 :
  - Pinch me awake, Stiftung Starke, Berlin, Allemagne
  - Painting, Pi Artworks, Istanbul, Turquie
- 2014 : The Past, Pearl Lam Galleries (en), Shanghai, Chine
- 2015 :
  - Specific Gravity, M 1886, Ankara, Turquie
  - BLOCK, Pi Artworks, Londres, Royaume-Uni
- 2016 :
  - Concrete Solutions (To Your Most Abstract Problems), organisé par Yann Perreau, Galerie Paris-Beijing, Paris, France[5]
  - Hi!, Sapar Contemporary, New York, USA[6]
- 2019 : Don’t Abandon Me, Pi Artworks, Istanbul, Turquie

### Expositions collectives
- 2004 : Unreal Realities, Middle East Technical University, Ankara, Turquie
- 2005 :
  - Sculpture exhibition, Gallery Concept, Ankara, Turquie
  - Familiarization with the Art and Culture of Europe Project, Multicultural Identity: Cultural Heritage, Art, Image, Contemporary Art Center, Ankara, Turquie
- 2006 :
  - So Far Away From Here, public space project, Haydarpasa Train Station, Istanbul, Turquie et Ankara Train Station, Ankara, Turquie
  - Golyazi Project, Artist Residency Project, Bursa, Turquie
  - Hacettepe University Exhibition, Contemporary Art Center, Ankara, Turquie
  - Anarchy, Gazi University Art Gallery, Ankara, Turquie
  - Art and Money, Siemens Sanat, Istanbul, Turquie
- 2007 :
  - Gercekci ol, imkansizi talep et! / Be a Realist, Demand the Impossible! (Curated by Halil Altindere), Karsi Sanat Calısmalari, Istanbul, Turquie
  - Recalls – Reminders, Galerist, Istanbul, Turquie
- 2008 :
  - Jeune Creation, Grande Halle de La Villette, Paris, France
  - Somewhere, Sometime, Daire Sanat, Istanbul, Turquie
  - Le Vent Des Forets, the Contemporary Art Residency, Meuse, France
- 2009 :
  - Good, Bad, Ugly, Contemporary Art Center, Ankara, Turquie
  - In search of lost reality: nevgeneration, Galery Nev, Ankara, Turquie
- 2010 :
  - Floating Volumes, Frise, Hambourg, Allemagne
  - White Out, Kunsthaus Erfurt, Erfurt, Allemagne
  - Festival Cinq Saisons, Chaudfontaine, Belgium Mardin Biennial, Mardin, Turquie
  - Faso Fiso, Cer Modern, Ankara, Turquie
  - Out of Context, Pi Artworks, Istanbul, Turquie
- 2011 :
  - Trade Routes, Pi Artworks, Istanbul, Turquie
  - If the Nature is Heaven the City is Hell, Cer Modern, Ankara, Turquie
- 2012 :
  - Eyeballing, Ankara Contemporary Arts Center, Ankara, Turquie
  - Pi @ Q, Q Contemporary, Beirut, Lebanon
- 2016 :
  - Locus, curated by Ozlem Unsal, Versus Art Project, Istanbul, Turquie
  - It's Funny Because It's True, Galerie Paris-Beijing, Paris, France[7]
- 2017 : Cappadox Festival, Cappadoce, Turquie[8]
- 2018 :
  - Une colonne de fumée, Rencontres d’Arles[9]
  - Home is Where the He(art) is, Galerie Paris-Beijing, Paris, France
- 2019 : A Pillar of Smoke, A Look at Turkey’s Contemporary Scene, Galerie Paris-Beijing, Paris, France